# Il viaggio di Natty Gann
Il viaggio di Natty Gann è un film del 1985 diretto da Jeremy Kagan.

## Trama
Nel 1935, Sol Gann è costretto a emigrare da Chicago per andare a lavorare negli Stati Uniti occidentali, ma la figlia Natty decide di andarlo a cercare e intraprende un viaggio lungo e faticoso, spesso nascondendosi sui treni. Il suo fido compagno di viaggio sarà un lupo da lei visto combattere in un match contro un cane. Questo stesso lupo, inoltre, sarà temuto dai contadini presso cui Natty troverà asilo durante le sue peripezie. Durante il viaggio, Natty incontra anche Harry, un giovane del quale si innamora e che è costretta ad abbandonare in quanto egli deve partire per la California. Alla fine, Natty anche se a malincuore lascia libero il suo lupo e, quando vede un'auto piena di boscaioli allontanarsi, crede che suo padre sia tra loro (anche Sol fa il boscaiolo), ma dopo un po', lei e suo padre si ricongiungono.

## Curiosità
- Si tratta, probabilmente, del film Disney (compresi quelli animati) ad aver riscosso meno successo tra la critica.
- Jed, il cane lupo che recitò nel film, è lo stesso che interpretò anche Zanna Bianca, nato nel 1977 e morto nel 1995.